# Кретинга (станція)
Кретинга (лит. Kretingos geležinkelio stotis) — вузлова Литовських залізниць. Розташована в місті Кретинга Клайпедського повіту, на заході Литви. Поруч з вокзалом знаходиться міжміський автовокзал.

## Пасажирське сполучення
На станції зупиняються усі поїзди далекого та приміського сполучення.